# Грінфілд (Вісконсин)
Грінфілд (англ. Greenfield) — місто (англ. city) в США, в окрузі Мілвокі штату Вісконсин. Населення — 37 803 особи (2020).

## Географія
Грінфілд розташований за координатами 42°57′38″ пн. ш. 88°0′20″ зх. д. / 42.96056° пн. ш. 88.00556° зх. д. (42.960604, -88.005670).  За даними Бюро перепису населення США в 2010 році місто мало площу 29,83 км², з яких 29,81 км² — суходіл та 0,01 км² — водойми.

## Демографія
Згідно з переписом 2010 року, у місті мешкало 36 720 осіб у 16 860 домогосподарствах у складі 9285 родин. Густота населення становила 1231 особа/км².  Було 17790 помешкань (596/км²).
Расовий склад населення:
| - 88,6 % — білих - 3,9 % — азіатів - 2,3 % — чорних або афроамериканців - 0,7 % — корінних американців - 2,2 % — осіб інших рас |

До двох чи більше рас належало 2,3 %. Частка іспаномовних становила 8,4 % від усіх жителів.
За віковим діапазоном населення розподілялося таким чином: 17,6 % — особи молодші 18 років, 61,9 % — особи у віці 18—64 років, 20,5 % — особи у віці 65 років та старші. Медіана віку мешканця становила 44,4 року. На 100 осіб жіночої статі у місті припадало 90,7 чоловіків;  на 100 жінок у віці від 18 років та старших — 87,5 чоловіків також старших 18 років.
Середній дохід на одне домашнє господарство  становив 64 811 долар США (медіана — 51 149), а середній дохід на одну сім'ю — 81 021 долар (медіана — 67 997). Медіана доходів становила 50 088 доларів для чоловіків та 41 706 доларів для жінок. За межею бідності перебувало 9,8 % осіб, у тому числі 15,3 % дітей у віці до 18 років та 7,1 % осіб у віці 65 років та старших.
Цивільне працевлаштоване населення становило 18 205 осіб. Основні галузі зайнятості: освіта, охорона здоров'я та соціальна допомога — 23,2 %, виробництво — 16,9 %, роздрібна торгівля — 11,9 %, науковці, спеціалісти, менеджери — 11,1 %.